# Prince Oniangué
Prince Oniangué, né le 4 novembre 1988 à Paris, est un footballeur international congolais évoluant au poste de milieu de terrain ou  de défenseur central.

## Biographie

### En club

#### Carrière en France
Il joue son premier match professionnel le 24 septembre 2008 contre Le Mans en Coupe de la Ligue puis, le 27 septembre 2008, son premier match de Ligue 1 contre l'OGC Nice.
Le 31 juillet 2009, il est prêté pour une saison sans option d'achat au SCO Angers. De retour à Rennes, il est transféré le 5 août 2010 au Tours FC où il signe un contrat de trois ans. Le 5 aout 2011, contre Le Mans FC, à la suite d'un contact aérien, il se fracture la mâchoire, le contraignant à plusieurs mois d'indisponibilité. 
Le 4 juillet 2013, il signe un contrat de 3 ans au Stade de Reims club évoluant en Ligue 1 sans indemnités de transfert . Très vite adopté par le club, il est l'une des révélations du championnat et l'un des grands artisans de la belle première moitié de saison du club. Il devient le meilleur buteur du club de la première moitié de saison avec 5 buts.

#### Départ en Angleterre
Le 15 août 2016, il rejoint l'Angleterre et Wolverhampton, évoluant en Championship. Racheté par un conglomérat chinois, le club a pour ambition d'accéder à la Premier League. Prince Oniangué fait ainsi partie d'un recrutement ambitieux, il arrive en compagnie d'Ivan Cavaleiro, Romain Saïss, Jón Daði Böðvarsson et Paul Gladon sur lesquels le club a dépensé 18 millions d'euros. Faute de résultats, Walter Zenga, à l'origine de sa venue et arrivé fin juillet 2016, est évincé le 25 octobre alors que le club est 17e, trois points devant le premier relégable. 
Homme de base de l'italo-roumain, Oniangué se blesse une semaine avant le licenciement de son coach. Son successeur, Paul Lambert, confie ne pas savoir grand-chose du puissant milieu de terrain, mis à part qu'il se remet bien de sa blessure, et porte plutôt son choix sur deux anglais du cru pour réguler son entre-jeu : Dave Edwards (31 ans, 10 saisons au club) et Jack Price (24 ans, formé au club).

##### Prêt au SC Bastia
Oniangué est alors prêté au SC Bastia le 16 janvier 2017. Kevin Thelwell, directeur sportif chez les Wolves, justifie son départ par le fait qu'il est à un âge auquel il a besoin de jouer régulièrement et qu'il est revenu de blessure pendant que l'équipe première retrouvait, en décembre, une bonne dynamique (3 victoires, 1 nul, 2 défaites sur le mois). Quatre jours après son arrivée, il commence la rencontre lors de la réception de l'OGC Nice et ouvre le score pour les corses à la 17e minute de jeu (score final 1-1).
Sur l'Île de Beauté, Oniangué retrouve du temps de jeu, participant à 14 des 18 journées de championnat auxquelles il pouvait prendre part. Néanmoins, le club bastiais termine dernier de Ligue 1 et est relégué au terme de la saison. 

##### Prêt au SCO Angers
Outre-Manche, Wolverhampton se maintient, quinzième, loin de ses ambitions de montée et libère Paul Lambert à l'issue de la saison. Parti en juin 2017 disputer le premier match des qualifications pour la CAN 2019 face à la République Démocratique du Congo, perdu 3-1, Prince apprend à son retour qu'il n'est pas convié au stage de pré-saison en Autriche avec son club. De grands chambardements ont alors lieu dans les West Midlands où Jorge Mendes a pris les rênes du recrutement en qualité de conseiller du président du club. On y retrouve notamment à la tête de l'équipe première son premier client, Nuno Espirito Santo. Placé sur la liste des transferts, peu de destinations sont évoquées publiquement pour Oniangué si ce ne sont les intérêts de Bolton et Anderlecht. 
Début septembre, il annonce tout de même vouloir rester en Angleterre. Il n'y sera jamais convoqué avec l'équipe première, seulement appelé pour participer à deux matchs avec la réserve, notamment face à celle d'Aston Villa où il est aligné au poste d'arrière droit (défaite 0-2). 
Dans l'impasse, il est prêté six mois sans option d'achat le 4 janvier 2018 au SCO d'Angers. Il débute sous ses nouvelles couleurs dès le 10 janvier lors de la réception de Montpellier dans le cadre des quarts de finale de la Coupe de la Ligue (défaite 0-1). Le 17 mars 2018, il marque le troisième but de la victoire 3-0 face à Caen, sur une passe décisive d'Angelo Fulgini, son premier but cette saison avec Angers.

#### Retour au SM Caen
Le 12 juillet 2018, il s'engage en faveur du SM Caen, son club formateur jusqu'à ses 17 ans, pour une durée de quatre ans.
Capitaine du club à son arrivée, il effectue une saison plutôt décevante qui voit le club relégué en Ligue 2.
Lors de la saison 2020-2021, son début de saison est marqué par sa mise à l'écart de l'équipe par le nouvel entraîneur Rui Almeida. À la suite du départ de ce dernier et de l'arrivée de Pascal Dupraz, il parvient à retrouver une place de titulaire, mais sa saison sera coupée par la pandémie de COVID-19.
Sa troisième saison avec le club lui permet d'évoluer une nouvelle fois comme titulaire. Durant cette saison, qui s'avéra cauchemardesque pour le club, s'il effectue des prestations mitigées au poste de milieu de terrain , il est parfois positionné au poste de défenseur central à la suite des blessures des titulaires habituels et y effectue des prestations très convaincantes. Lors de la dernière journée face à Clermont, il marque le premier but permettant au club de se maintenir miraculeusement en Ligue 2. Le 6 mai 2022 le club annonce son départ du club à l’issue de la saison 2021-2022, son contrat n’étant pas prolongé.

### En sélection nationale
Le 11 novembre 2011, pour le compte des qualifications pour la Coupe du monde 2014  zone Afrique, il marque son premier but en sélection contre Sao Tomé-et-Principe (5-0).
En 2014, il est qualifié avec sa sélection nationale à la Coupe d'Afrique des Nations qui se déroule en janvier 2015 en Guinée Équatoriale. Il joue pour la première fois en terre africaine en signant un but face au Gabon (victoire 1-0) lors de la deuxième journée du tournoi, ce qui leur permet de prendre la tête du groupe.

## Statistiques
| Saison                | Club                  | Championnat           | Championnat | Championnat | Coupe nationale | Coupe nationale | Coupe de la Ligue | Coupe de la Ligue | Congo | Congo | Total | Total |
| Saison                | Club                  | Division              | M.          | B.          | M.              | B.              | M.                | B.                | M.    | B.    | M.    | B.    |
| 2008-2009             | Stade rennais FC      | Ligue 1               | 5           | 0           | 0               | 0               | 2                 | 0                 | 1     | 0     | 8     | 0     |
| Sous-total            | Sous-total            | Sous-total            | 5           | 0           | 0               | 0               | 2                 | 0                 | 1     | 0     | 8     | 0     |
| 2009-2010             | SCO Angers (prêt)     | Ligue 2               | 27          | 1           | 4               | 1               | 0                 | 0                 | -     | -     | 31    | 2     |
| Sous-total            | Sous-total            | Sous-total            | 27          | 1           | 4               | 1               | 0                 | 0                 | -     | -     | 31    | 2     |
| 2010-2011             | Tours FC              | Ligue 2               | 37          | 3           | 1               | 0               | 0                 | 0                 | 3     | 0     | 41    | 3     |
| 2011-2012             | Tours FC              | Ligue 2               | 19          | 1           | 3               | 0               | 1                 | 1                 | 3     | 1     | 26    | 3     |
| 2012-2013             | Tours FC              | Ligue 2               | 28          | 9           | 0               | 0               | 0                 | 0                 | 4     | 0     | 32    | 9     |
| Sous-total            | Sous-total            | Sous-total            | 84          | 13          | 4               | 0               | 1                 | 1                 | 10    | 1     | 99    | 15    |
| 2013-2014             | Stade de Reims        | Ligue 1               | 35          | 10          | 1               | 0               | 2                 | 1                 | 3     | 0     | 41    | 11    |
| 2014-2015             | Stade de Reims        | Ligue 1               | 32          | 3           | 0               | 0               | 0                 | 0                 | 12    | 5     | 44    | 8     |
| 2015-2016             | Stade de Reims        | Ligue 1               | 27          | 4           | 0               | 0               | 1                 | 0                 | 5     | 0     | 33    | 4     |
| Sous-total            | Sous-total            | Sous-total            | 94          | 17          | 1               | 0               | 3                 | 1                 | 20    | 5     | 118   | 23    |
| 2016-2017             | Wolverhampton         | Championship          | 10          | 2           | 0               | 0               | 1                 | 0                 | 1     | 0     | 12    | 2     |
| 2017-2018             | Wolverhampton         | Championship          | 0           | 0           | 0               | 0               | 0                 | 0                 | 3     | 1     | 3     | 1     |
| Sous-total            | Sous-total            | Sous-total            | 10          | 2           | 0               | 0               | 1                 | 0                 | 4     | 1     | 15    | 3     |
| 2017                  | SC Bastia (prêt)      | Ligue 1               | 14          | 3           | 0               | 0               | 0                 | 0                 | -     | -     | 14    | 3     |
| Sous-total            | Sous-total            | Sous-total            | 14          | 3           | 0               | 0               | 0                 | 0                 | -     | -     | 14    | 3     |
| 2018                  | SCO Angers (prêt)     | Ligue 1               | 14          | 1           | 0               | 0               | 1                 | 0                 | -     | -     | 15    | 1     |
| Sous-total            | Sous-total            | Sous-total            | 14          | 1           | 0               | 0               | 1                 | 0                 | -     | -     | 15    | 1     |
| 2018-2019             | Sm Caen               | Ligue 1               | 31          | 2           | 1               | 0               | 0                 | 0                 | 4     | 1     | 36    | 3     |
| 2019-2020             | Sm Caen               | Ligue 2               | 21          | 5           | 3               | 0               | 0                 | 0                 | -     | -     | 24    | 5     |
| 2020-2021             | Sm Caen               | Ligue 2               | 33          | 2           | 0               | 0               | -                 | -                 | -     | -     | 33    | 2     |
| 2021-2022             | Sm Caen               | Ligue 2               | 31          | 3           | 1               | 0               | -                 | -                 | -     | -     | 32    | 3     |
| Sous-total            | Sous-total            | Sous-total            | 116         | 12          | 5               | 0               | 0                 | 0                 | 4     | 1     | 125   | 13    |
| Total sur la carrière | Total sur la carrière | Total sur la carrière | 364         | 49          | 14              | 1               | 6                 | 2                 | 37    | 8     | 421   | 60    |

## But international
|   | Date              | Lieu                                                            | Adversaire           | Score | Résultat | Compétition                                                      |
| - | ----------------- | --------------------------------------------------------------- | -------------------- | ----- | -------- | ---------------------------------------------------------------- |
| 1 | 11 novembre 2011  | Estadio 12 de Julho, Sao Tomé, Sao Tomé-et-Principe             | Sao Tomé-et-Principe | 4-0   | 5-0      | Qualifications coupe du monde 2014                               |
| 2 | 6 septembre 2014  | Abuja Stadium, Abuja, Nigeria                                   | Nigeria              | 1-1   | 2-3      | Qualifications à la Coupe d'Afrique des nations de football 2015 |
| 3 | 10 septembre 2014 | Stade de Pointe-Noire, Pointe-Noire, République du Congo        | Soudan               | 2-0   | 2-0      | Qualifications à la Coupe d'Afrique des nations de football 2015 |
| 4 | 10 janvier 2015   | Stade Léopold Sédar Senghor, Dakar, Sénégal                     | Cap-Vert             | 0-2   | 3-2      | Match amical                                                     |
| 5 | 21 janvier 2015   | Estadio de Bata, Bata, Guinée Equatoriale                       | Gabon                | 0-1   | 0-1      | CAN 2015                                                         |
| 6 | 14 juin 2015      | Stade omnisports Marien Ngouabi d'Owando                        | Kenya                | 1-1   | 1-1      | Qualification à la coupe d'Afrique des nations de football 2017  |
| 7 | 5 juin 2016       | Centre sportif international Moi, Nairobi, Kenya                | Kenya                | 0-1   | 2-1      | Qualifications à la Coupe d'Afrique des nations de football 2017 |
| 8 | 11 octobre 2018   | Stade Alphonse-Massamba-Débat, Brazzaville, République du Congo | Liberia              | 3-1   | 3-1      | Qualifications à la Coupe d'Afrique des nations de football 2019 |

## Vie privée
Il est le fils du pasteur Albert Oniangué, colonel et ancien aide de camp du président (1978-1992) et le grand frère du basketteur professionnel Giovan Oniangue. 
En 2007, Prince Oniangue devait participer à la Coupe d'Afrique des nations junior avec le Congo mais sa mère refusa car il devait préparer son BAC. Le Congo est champion d'Afrique junior sans Oniangue . Le 5 août 2011, lors du match Tours FC-Le Mans FC il est grièvement blessé au visage, résultat une fracture de la mâchoire et une opération chirurgicale la nuit même.